# Barocco
Barocco és una pel·lícula dramàtica italiana dirigida per Claudio Sestieri i estrenada el 1991.

## Argument
Valeria, una dona espanyola que estudia restauració a Roma, trenca el seu compromís amb DJ Luca, prova altres convivències i altres relacions romàntiques, i finalment reprèn la seva relació amb Luca.

## Repartiment
- Cristina Marsillach : Valeria
- Massimo Venturiello : Attilio Morelli
- Davide Bechini : David
- Ottavia Piccolo : Sandra Flores
- Matteo Gazzolo : Marco
- Agnese Nano : Marcella
- Eliana Miglio : Agnese
- Branca De Camargo : Branca
- Matteo Bellina Francesco
- Carlo Lizzani : Filippo
- Daniele Luttazzi : interviewer